# Lysimachos Kalokairinos
Lysimachos Andreas Kalokairinos (griechisch Λυσίμαχος Καλοκαιρινός; * um 1840 in Iraklio; † 25. August 1898 ebenda) war ein griechischer Politiker und Bruder des Hobbyarchäologen Minos Kalokairinos.

## Leben und Wirken
Er war der älteste Sohn des kythirischen Händlers Andreas Kalokairinos und der Margiortas Krasaki, die aus einer wohlhabenden, franko-kretischen Familie stammte. Er hatte drei Brüder (Minos, Thrasivoulos und Myron) und eine Schwester (Penelope).
Nach dem Tode seines Vaters übernahm er zusammen mit Minos den Handel mit landwirtschaftlichen Erzeugnissen. 1859 wurde er zum britischen Vize-Konsul von Kreta ernannt und am 27. Juli 1871 wurde er britischer Staatsbürger. 1867 stiftete er zusammen mit Minos eine Marmorstatue einer Frau dem British Museum in London. 
Er wohnte und residierte in einem neoklassizistischen Gebäude, erbaut im Jahre 1870, dem sogenannten Kalokairinos Mansion. Während der letzten großen griechischen Revolution im Jahre 1898 wurde sein Haus niedergebrannt. Lysimachos und seine Familie starben in den Flammen. Nur seine jüngste Tochter überlebte und wurde offenbar von den Türken nach Thessaloniki verschleppt. Die archäologischen Funde, die sein Bruder Minos im Haus ausgestellt hatte, wurden vernichtet. 1903 wurde das Gebäude wieder errichtet. Hier befindet sich heute das Historische Museum von Iraklio.